# 永田祐三
永田 祐三（ながた ゆうぞう、1941年9月4日 - ）は、大阪府豊中市出身の日本の建築家。株式会社永田建築研究所代表。関西や九州、北陸を中心にオフィスやホテル、住宅などの建築を手掛ける。代表作に、村野藤吾賞を受賞したホテル川久や、BCS賞を受賞したますのすし製造会社源の工場がある。

## 来歴
1941年9月4日、大阪府池田市で三越に勤める父親と専業主婦の母親の間に4きょうだいの末っ子として生まれる。第二次世界大戦の戦況悪化のため、1944年の暮れに鳥取県西伯郡大高村の母方の実家に疎開。戦後に大阪の豊中市に戻る。小学生の頃に『少年朝日年鑑』に載っていた、ル・コルビュジエのユニテ・ダビタシオンのドローイングに感銘を受ける。建築の道を目指し、一浪して京都工芸繊維大学に入学。学長の大倉三郎や、教授の白石博三のもとで建築設計を学んだ。長兄の影響でオーディオに関心を持ち、大学在学中にコンソール型音響装置を自作して毎日デザイン賞の学生賞を受賞。卒業設計は、京都工繊大の跡地に芸術大学を建て直すという壮大なものであった。
1965年、竹中工務店に入社。初めて担当したのは船場の服地商社鷹岡の本社ビルで、エルミン窓と茶色のタイル張りの外壁が特徴的な建物である。1966年には、京都工繊大の同窓生で、ダイハツ工業の自動車デザイナーの女性と結婚した。入社10年後の1975年には竹中からアメリカの建築設計事務所スキッドモア・オーウィングズ・アンド・メリルに派遣され、1年間建築を学んだ。帰国後に設計した、京都市山科区のロンシャン第2ビルは『新建築』1977年6月号に掲載され、初の建築雑誌掲載作となる。1982年には、竹中工務店と東海銀行が共同開発した河内長野市の分譲地に自邸を建設。メンテナンス性を考慮した打放しコンクリートで、新耐震基準の頑丈な造りとした。
黒川紀章が『新建築』の月評で「永田は組織にいるべき建築家ではない」と評したこともあり、永田は1985年の三基商事東京支店を最後に竹中工務店を退社し独立した。1985年、部下の北野俊二とともに心斎橋のワンルームマンションで永田・北野建築研究所設立。光世証券創業者の巽悟朗の元に独立のあいさつに訪れたところ、京都ゲストハウスの仕事を請けることができた。これが独立後の初仕事となる。その後も光世証券との関係は続き、1994年の巽の自宅、1999年の兜町ビル、2000年の本社ビルも永田が手掛けた。
2007年に北野が独立して「アトリエ北野建築計画」を設立。永田・北野建築研究所は「永田建築研究所」に名称を改めた。

## 作品
長瀬産業大阪本社ビルの旧館は、1928年に設楽貞雄の設計により竣工。1980年代に増改築が検討され、竹中工務店で本件を担当した永田は当初旧館を解体し、隣接地と合わせて現代建築に建替える案を提示した。しかし、当時の長瀬産業社長の長瀬誠造は、社業の歴史の詰まった旧館を残すことを強く希望した。そこで、永田は隣接地に、タイルの仕上げや窓の意匠などを旧館と揃えた新館を提案した。社長は完成を見届けることなくこの世を去ったが、亡くなる直前まで「地味でも良いから静かな建築にしてほしい」と送ったメッセージを、永田は叶えた。
ますのすし製造会社の源は、富山市新保地区の企業団地に本社、工場、団体客も収容できる食堂を備えた施設を計画した。同社の長男が写真家の村井修と懇意で、新施設の設計者探しを頼まれた村井が永田を見つけ出した。純白の磁器タイルで仕上げた外観で、BCS賞を受賞。館内は2009年のリニューアルでますのすしミュージアムが開設され、富山の観光スポットの一つになっている。
竹中工務店に出入りしていたカーテン業者から紹介された、南紀白浜のホテル川久は、当初は宴会場の改修の依頼であったが、やるからには一流のホテルにしようと全面的に建て直すことにした。左官職人久住章は石膏マーブルというヨーロッパ古典技法で柱を仕上げ、照明はアルジェリアのヤモウ、シャンデリアはベネツィアのトウゾ、ロビーの金箔はパリのゴアール、床の寄せ木はフランス人のゴベール。世界中から一流の職人が結集し、400億円の巨費を投じて贅を尽くしたホテルが出来上がった。バブル崩壊を経てカラカミ観光に買収されたが、その後も大切に使われている。
大阪の弁天町駅近くの日本電通建設本社ビルは、1987年に依頼を受けてから1994年の竣工まで7年を要した。×字状の文様が浮き出る煉瓦の外観が特徴で、わずかにずらして煉瓦を積む、ヨーロッパなどで用いられる技法が使われている。1999年竣工の光世証券兜町ビルは南面が永代通りに面した建物で、隣地斜線制限で西側が削り取られたような外観。エントランス部は大きなアーチ状で、頂部は時計台になっている。永田はイギリスで煉瓦の技法を学び、ホテル川久、日電建ビル、光世証券兜町ビルなどは高山煉瓦建築デザインの煉瓦を使用している。
大阪・北浜の光世証券本社ビルは、同社兜町ビルの翌年の2000年竣工。土佐堀通と土佐堀川に挟まれた川沿いに位置し、両面に正面性を持たせたクラシックなデザインとした。兜町ビルの意匠は本社ビルにも踏襲され、イブストック社の煉瓦20万戸を使用。下部のアーチ状の開口部は両面に各3か所、開口部にはイタリアのザニーニ社製の鍛鉄グリル、一部にイタリアのAPOLI社製古典ガラスを採用した。土佐堀川側の頂部は時計台となっている。
阪神・淡路大震災で被災した、兵庫県宝塚市の「花のみち」では、昭和設計と共同で、市のコンペで受注。テナントの空調費負担軽減を考慮し、アトリウムではなくオープンモールとし、市の要望を採り入れて南欧風の意匠とした。
永田は、2017年から2018年にかけて行われたインタビュー記事で、「中身が詰まった建築」や「さわり」を好み、建築理論よりも合理的で直観的な建築を重視する旨を述べている。

### 作品一覧
備考欄に出典の特記なきものは永田建築研究所公式サイトの作品一覧および『永田祐三の直観力』年表より。増改築のみの作品は割愛した。※印はギャラリーに画像あり。
| 名称                                           | 年     | 所在地               | 備考                                                              |
| ---------------------------------------------- | ------ | -------------------- | ----------------------------------------------------------------- |
| 鷹岡ビル                                       | 1968年 | 大阪府大阪市         | 竹中在籍時                                                        |
| 神戸製鋼所健康保険組合中央体育館               | 1968年 | 兵庫県神戸市         | 竹中在籍時 阪神・淡路大震災で被災し、現存せず                     |
| ロンシャン第2ビル                              | 1976年 | 京都府京都市山科区   | 竹中在籍時 現存せず                                               |
| 有馬邸                                         | 1977年 | 大阪府大阪市         | 竹中在籍時 ニューヨーク近代美術館フィルムライブラリー永久保存作品 |
| 宝塚バウホール                                 | 1978年 | 兵庫県宝塚市         | ※ 竹中在籍時                                                      |
| 神戸松蔭女子学院大学六甲キャンパス             | 1981年 | 兵庫県神戸市         | 竹中在籍時第24回BCS賞受賞                                         |
| 河内長野の家                                   | 1982年 | 大阪府河内長野市     | 竹中在籍時、永田の自邸                                            |
| 長瀬産業大阪本社ビル新館                       | 1982年 | 大阪府大阪市         | 竹中在籍時                                                        |
| 池田文庫                                       | 1983年 | 大阪府池田市         | 竹中在籍時                                                        |
| 三基商事東京支店                               | 1985年 | 東京都渋谷区         | 竹中在籍時。2025年に解体。                                        |
| 光世証券京都ゲストハウス                       | 1986年 | 京都府京都市左京区   |                                                                   |
| 熊本電子ビジネス専門学校                       | 1986年 | 熊本県熊本市中央区   |                                                                   |
| 別府商工会議所                                 | 1987年 | 大分県別府市         | 現存せず                                                          |
| 源 新保工場                                    | 1987年 | 富山県富山市         | 第29回BCS賞受賞                                                   |
| 萩原大阪支店ビル                               | 1987年 | 大阪府大阪市         | 現存せず                                                          |
| 上野邸                                         | 1988年 | 大阪府大阪市天王寺区 |                                                                   |
| ジオン商事安治川配送センター                   | 1988年 | 大阪府大阪市         | 第9回大阪まちなみ賞奨励賞受賞                                     |
| 倉橋写真館                                     | 1989年 | 大阪府大阪市中央区   |                                                                   |
| 石田邸                                         | 1989年 | 大阪府豊中市         |                                                                   |
| ネッツトヨタ大阪寝屋川バイパス営業所           | 1990年 | 大阪府寝屋川市       | 現存せず                                                          |
| 大分の家                                       | 1990年 | 大分県別府市         |                                                                   |
| 豊田邸                                         | 1990年 | 京都府京都市         |                                                                   |
| ホテル川久                                     | 1991年 | 和歌山県白浜町       | 村野藤吾賞受賞                                                    |
| ネッツトヨタ大阪玉出営業所                     | 1991年 | 大阪府大阪市西成区   |                                                                   |
| 丸三ビル                                       | 1991年 | 大阪府大阪市         |                                                                   |
| ホテル萬象閣                                   | 1992年 | 佐賀県嬉野市         |                                                                   |
| ネッツトヨタ大阪西田辺営業所                   | 1992年 | 大阪府大阪市阿倍野区 |                                                                   |
| 光世証券市川独身寮                             | 1992年 | 千葉県市川市         |                                                                   |
| 浄土寺の家                                     | 1994年 | 京都府京都市         | 現存せず                                                          |
| 六麓荘の家                                     | 1994年 | 兵庫県芦屋市         | 光世証券創業者の巽悟朗の邸宅                                      |
| 日本電通建設本社ビル                           | 1994年 | 大阪府大阪市港区     |                                                                   |
| JA大垣グリーンパーク                           | 1994年 | 岐阜県大垣市         |                                                                   |
| ルネスかなざわリゾートロッジ・アミューズメント | 1994年 | 石川県金沢市         | 現存せず                                                          |
| 豊田愛山堂                                     | 1995年 | 京都府京都市東山区   |                                                                   |
| サイセリア宇治                                 | 1996年 | 京都府宇治市         |                                                                   |
| 源伝承館                                       | 1996年 | 富山県富山市         |                                                                   |
| 松本ビル                                       | 1996年 | 兵庫県神戸市         |                                                                   |
| 老健施設 静耕                                  | 1997年 | 兵庫県神戸市兵庫区   |                                                                   |
| 南青山巽邸                                     | 1997年 | 東京都港区           | 巽悟朗の子の居宅                                                  |
| 源 黒部インター店                              | 1997年 | 富山県黒部市         |                                                                   |
| クマリフト本社ビル                             | 1997年 | 大阪府大阪市         |                                                                   |
| 猿渡医院                                       | 1997年 | 大阪府大阪市         |                                                                   |
| ネッツトヨタ大阪東大阪営業所                   | 1997年 | 大阪府東大阪市       |                                                                   |
| 大普メゾネ北山通                               | 1998年 | 京都府京都市         |                                                                   |
| 小浜高井邸                                     | 1999年 | 福井県小浜市         |                                                                   |
| 千本ハウジング計画                             | 1999年 | 京都府京都市         |                                                                   |
| TAKETSU伊丹南野計画                            | 1996年 | 兵庫県伊丹市         |                                                                   |
| 光世証券兜町ビル                               | 1999年 | 東京都中央区         |                                                                   |
| 神戸電子専門学校                               | 2000年 | 兵庫県神戸市         | ※                                                                 |
| 花のみち再開発                                 | 2000年 | 兵庫県宝塚市         |                                                                   |
| パレシェール芦屋東山                           | 2000年 | 兵庫県芦屋市         |                                                                   |
| 光世証券本社ビル                               | 2000年 | 大阪府大阪市         | ※                                                                 |
| AUTOPIA PAVILION                               | 2000年 | 兵庫県芦屋市         |                                                                   |
| ピカソ美化学研究所本社ビル                     | 2002年 | 兵庫県西宮市         |                                                                   |
| 八木邸                                         | 2002年 | 兵庫県加古川市       |                                                                   |
| 茂山邸                                         | 2002年 | 京都府京都市         |                                                                   |
| ネッツトヨタ大阪六万寺営業所                   | 2003年 | 大阪府東大阪市       |                                                                   |
| 森ノ宮医療学園                                 | 2003年 | 大阪府大阪市東成区   | 2010年にアネックス校舎                                            |
| 御所南ビル                                     | 2004年 | 京都府京都市中京区   |                                                                   |
| ピカソタワー銀座                               | 2005年 | 東京都中央区         |                                                                   |
| 西大津ドリーム                                 | 2005年 | 滋賀県大津市         |                                                                   |
| 瑞雲庵                                         | 2005年 | 神奈川県箱根町       |                                                                   |
| 佐川印刷日野工場                               | 2005年 | 滋賀県日野町         |                                                                   |
| フラココ第8ビル、府中縄文の湯                  | 2006年 | 東京都府中市         |                                                                   |
| マークス夙川スティーレ                         | 2006年 | 兵庫県西宮市         |                                                                   |
| ふじやま温泉                                   | 2006年 | 山梨県富士吉田市     | ※                                                                 |
| 佐川印刷滋賀支店                               | 2006年 | 滋賀県栗東市         |                                                                   |
| 森ノ宮医療大学                                 | 2007年 | 大阪府大阪市住之江区 | ※ 2010年に食堂棟、2011年に看護棟、2016年に新学科用校舎            |
| 旅亭紅葉 湖彩                                  | 2007年 | 滋賀県大津市         | 現存せず                                                          |
| 熊谷邸                                         | 2009年 | 大阪府豊中市         |                                                                   |
| 下鴨の家                                       | 2010年 | 京都府京都市         |                                                                   |
| 祇園 ゆたか                                    | 2012年 | 京都府京都市         |                                                                   |
| 祇園 たつみはし                                | 2013年 | 京都府京都市         |                                                                   |
| JLS本社ビル                                    | 2013年 | 京都府京都市         |                                                                   |
| クマリフト彩都研修開発センター管理棟           | 2013年 | 大阪府茨木市         |                                                                   |
| 仁和寺の家                                     | 2015年 | 京都府京都市         |                                                                   |

### ギャラリー

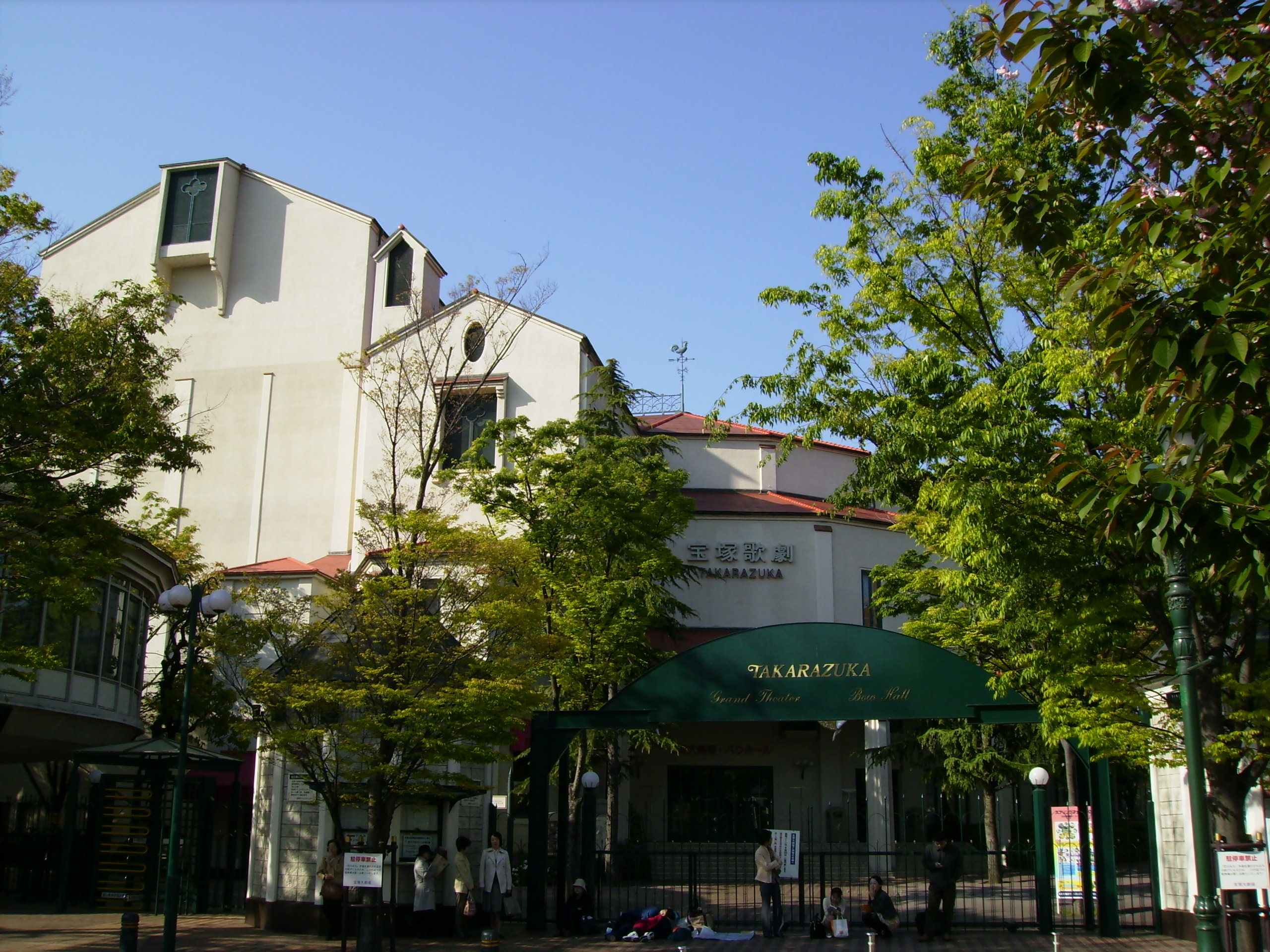
宝塚バウホール。竹中工務店在籍中の1978年完成。
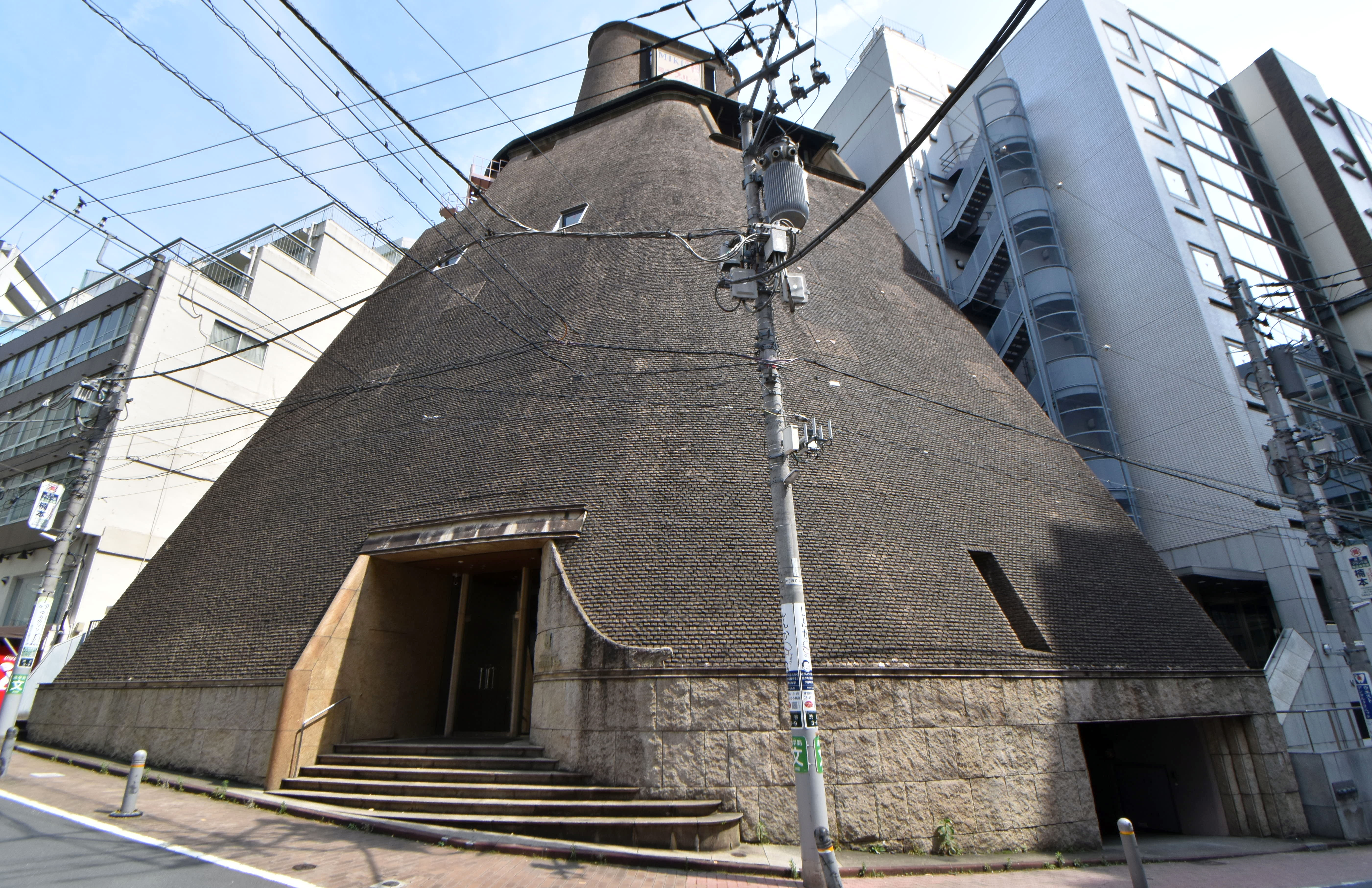
三基商事東京支店。1985年完成、2025年解体。
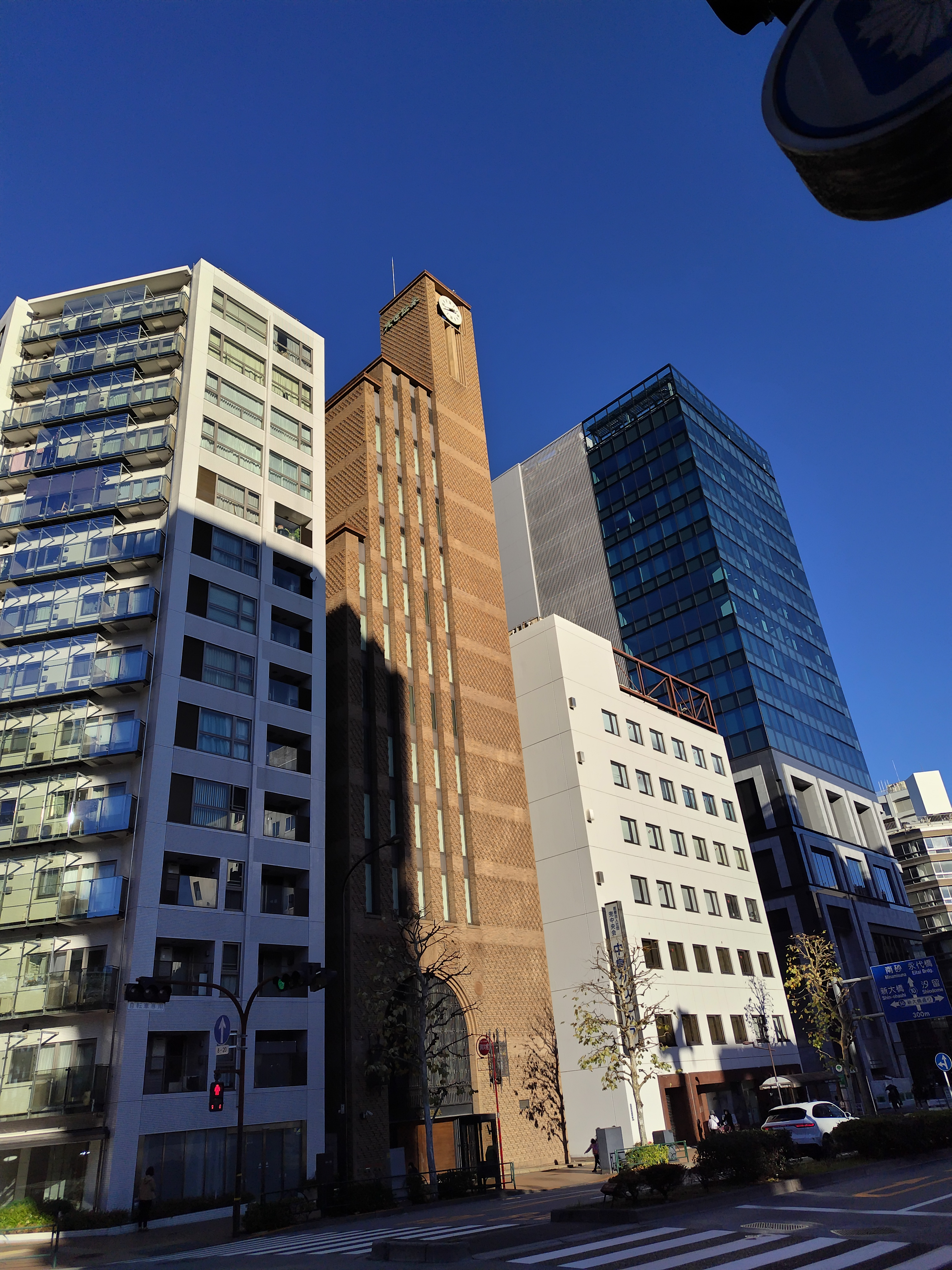
光世証券 兜町ビル。1999年完成。
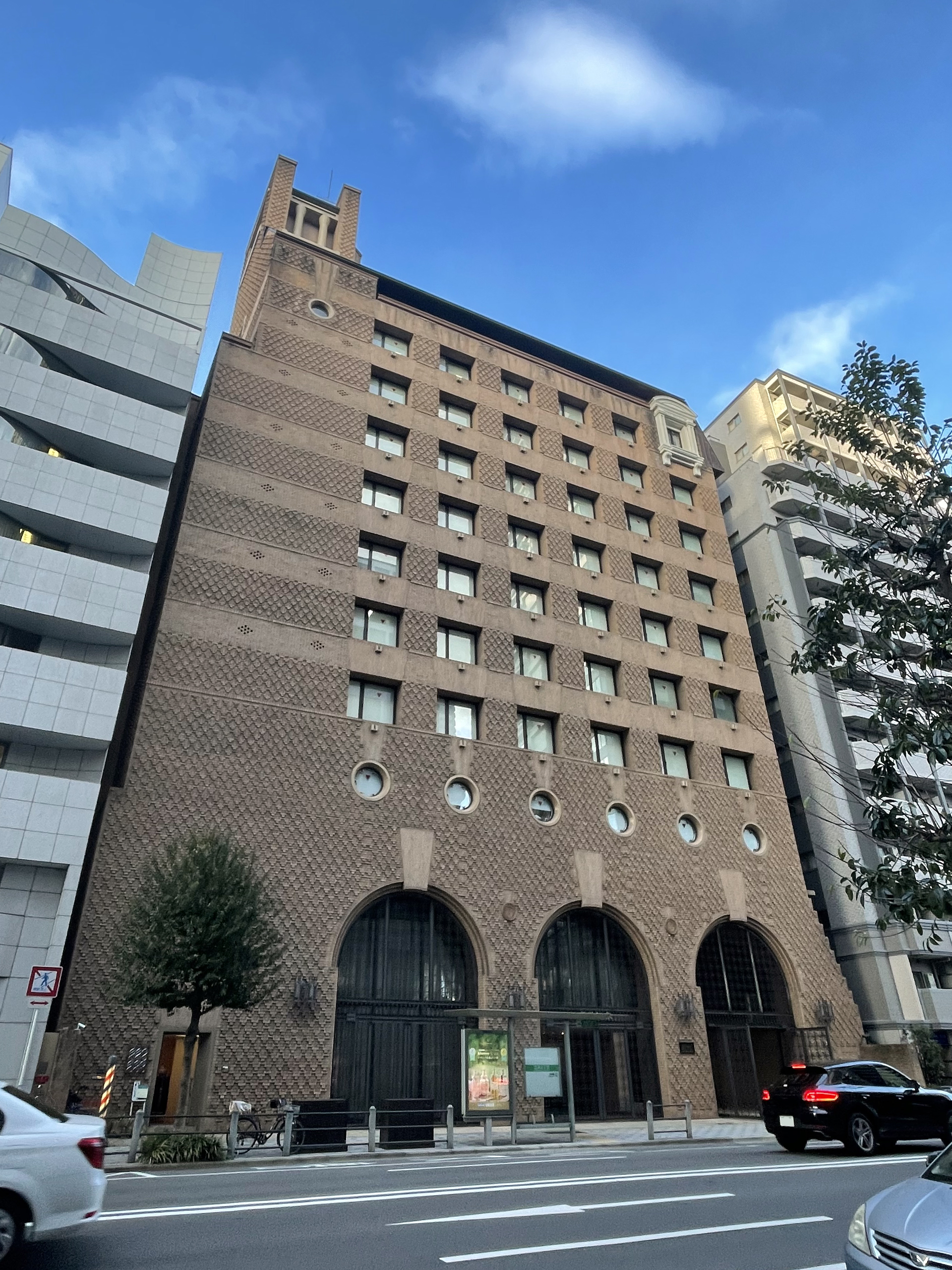
大阪・北浜の光世証券本社。2000年完成。
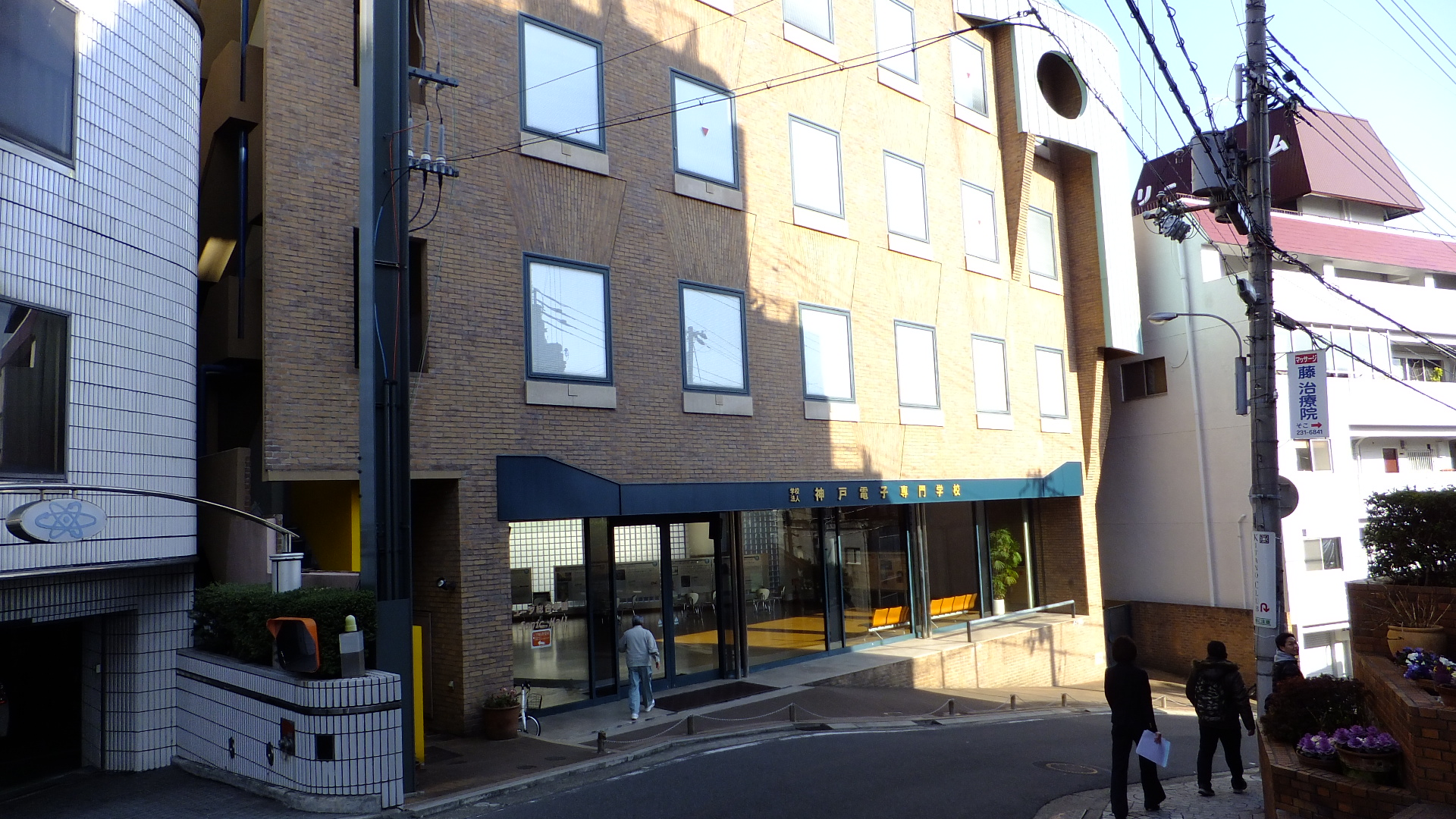
神戸電子専門学校。2000年完成。
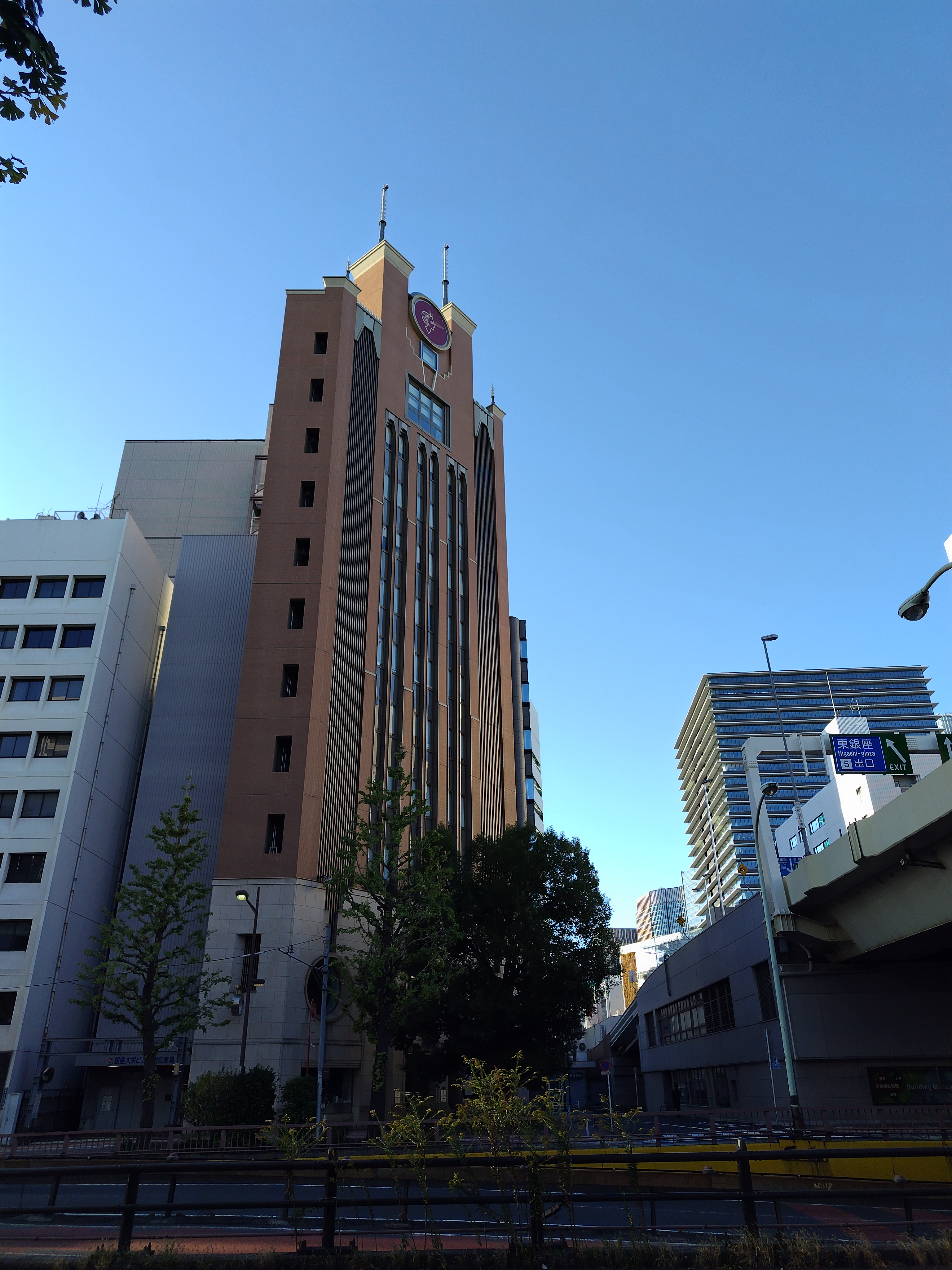
2005年完成のピカソタワー銀座。昭和通りと東京高速道路の交点に位置し、高速道路からの視認性も高い。
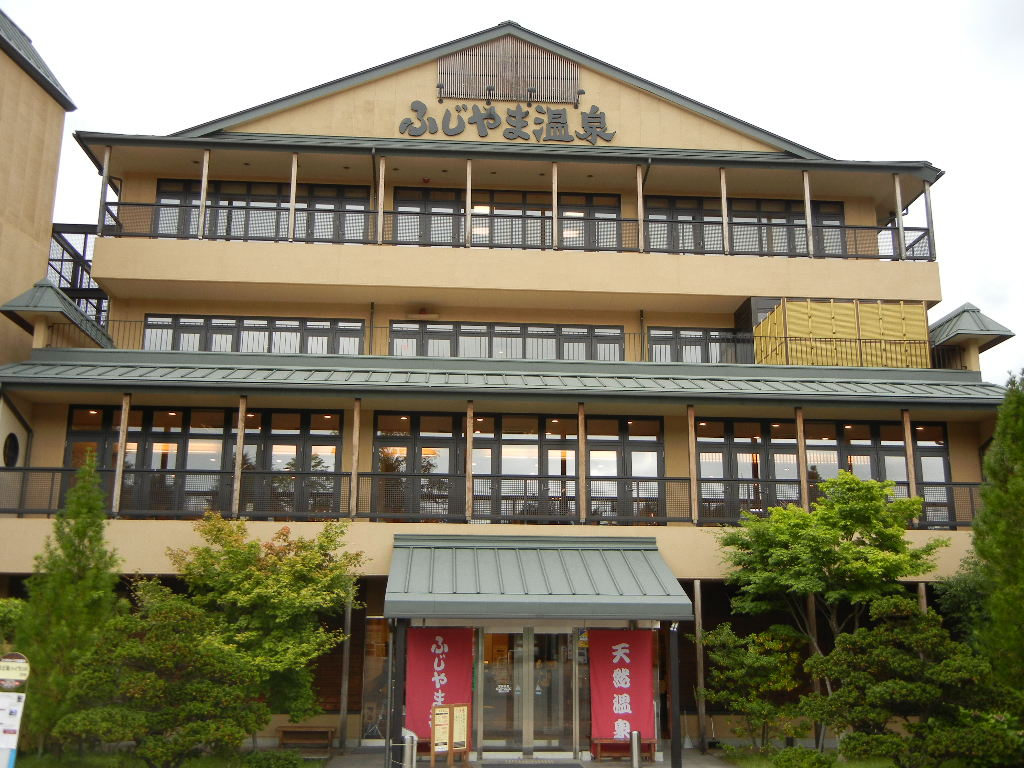
富士急ハイランドに隣接した「ふじやま温泉」。2006年完成。
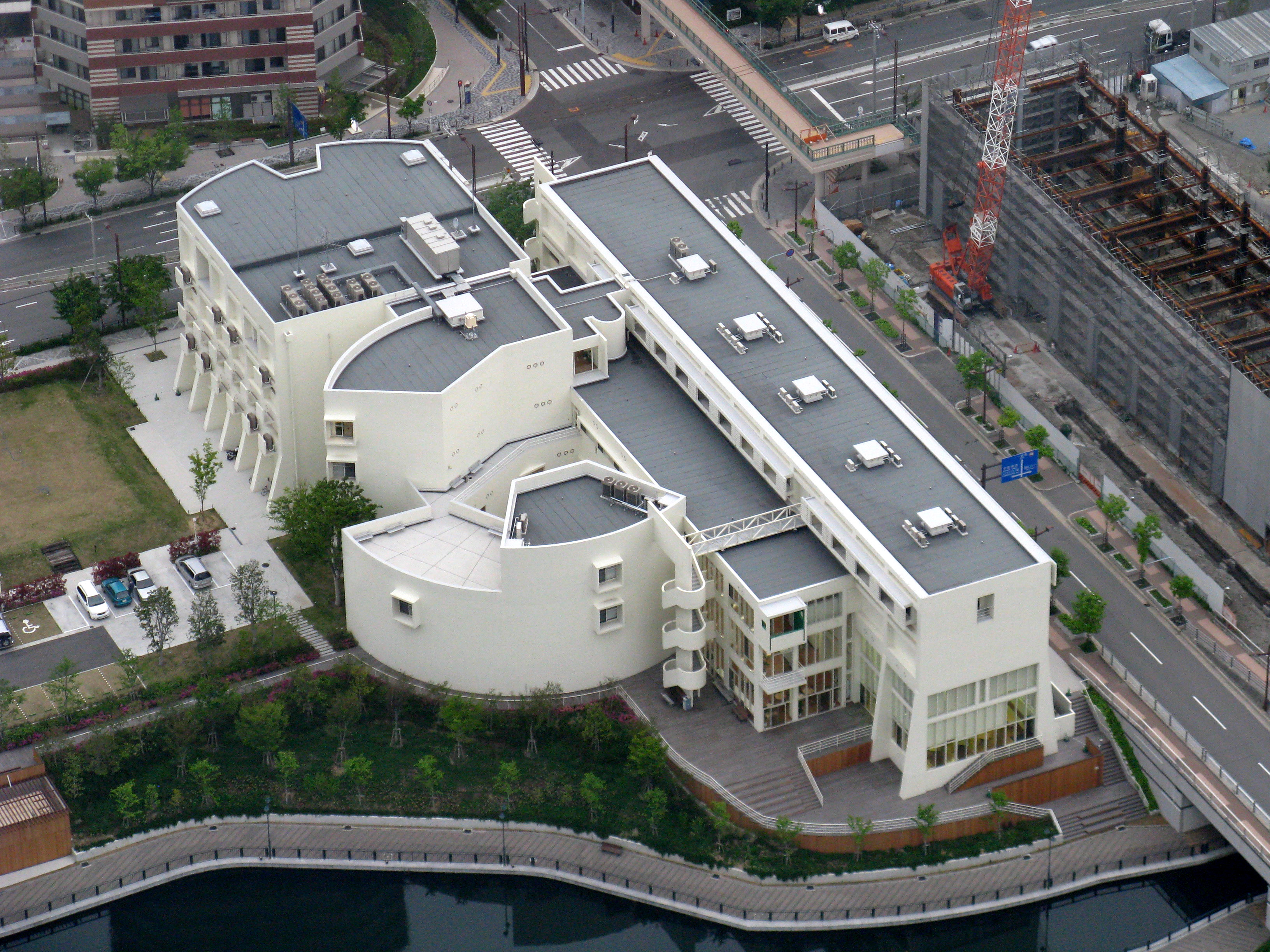
森ノ宮医療大学。2007年完成。